# Grânulo azurófilo
Um grânulo azurófilo é um objeto celular facilmente tingível com uma coloração de Romanowsky. Nos glóbulos brancos e na hipercromatina, a coloração confere uma coloração bordô ou merlot. Os neutrófilos, em particular, são conhecidos por conter azurófilos carregados com uma ampla variedade de defensinas antimicrobianas que se fundem com vacúolos fagocíticos. Os azurófilos podem conter mieloperoxidase, fosfolipase A2, hidrolases ácidas, elastase, defensinas, serina proteases neutras, lisozima, catepsina G, proteinase 3 e proteoglicanos.
Os grânulos de azurófilo também são conhecidos como "grânulos primários".
Além disso, o termo "azurófilos" pode referir-se a um único tipo de células, identificado apenas em répteis. Essas células são semelhantes em tamanho aos chamados heterófilos com citoplasma abundante que é fina a grosseiramente granular e às vezes pode conter vacúolos. Os grânulos podem conferir uma tonalidade púrpura ao citoplasma, particularmente à região externa. Ocasionalmente, azurófilos são observados com citoplasma vacuolado.